# Julia Zahra

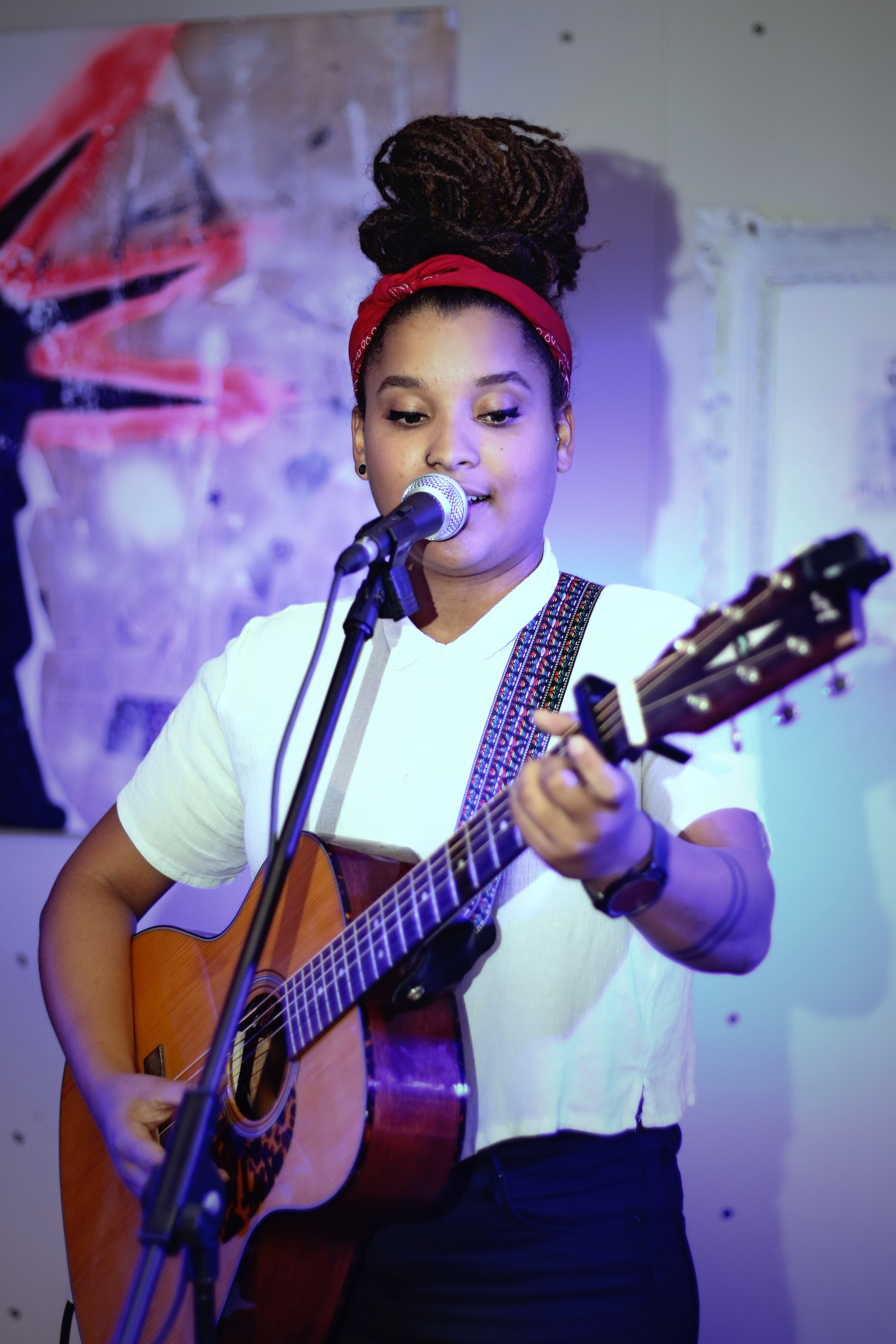
Julia Zahra (2016)

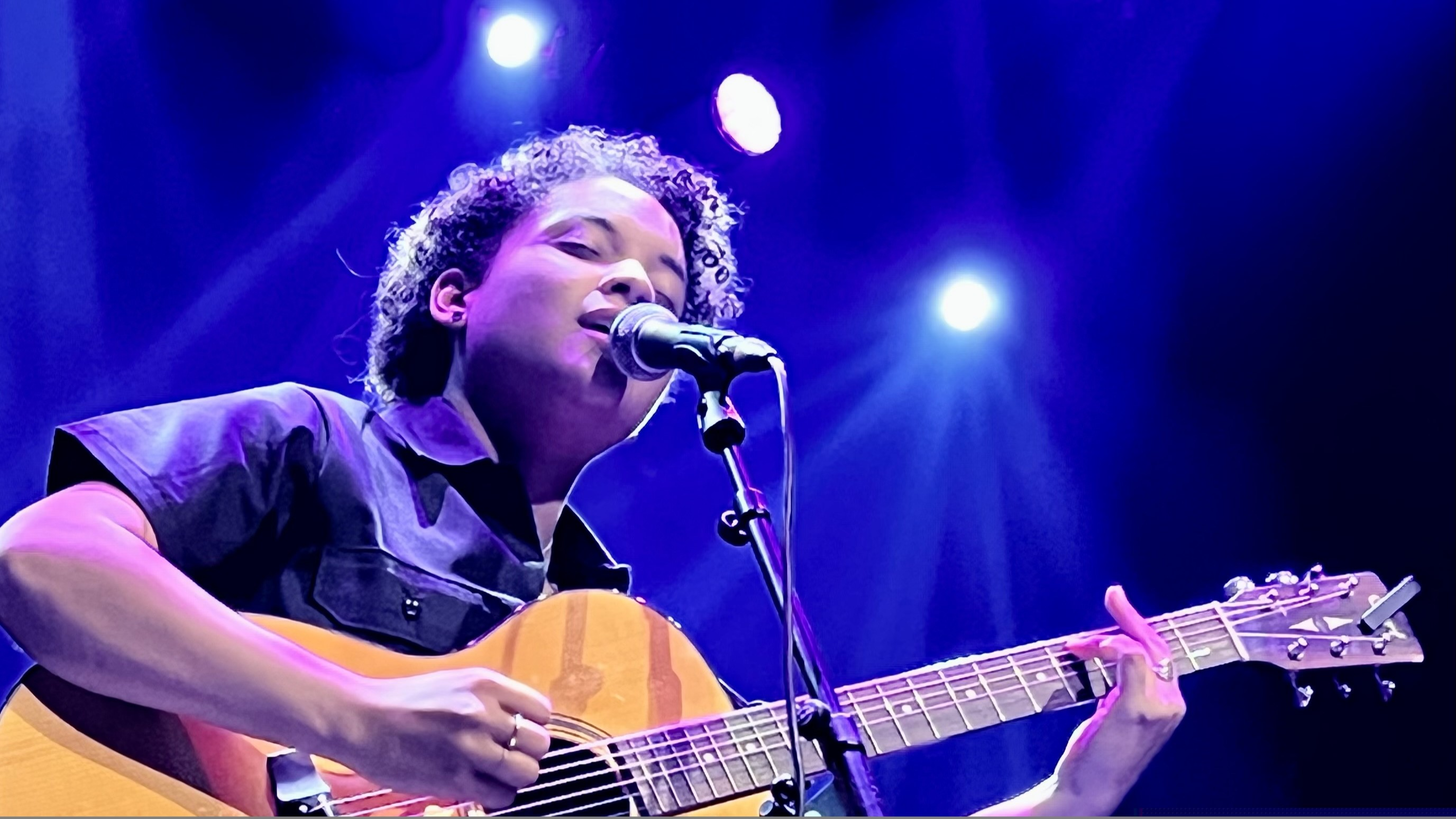
Julia Zahra (2022)

Julia Zahra (* 28. Juli 1995 in Indianapolis, USA; eigentlich: Julia van der Toorn) ist eine niederländische Singer-Songwriterin und DJ mit Einflüssen von Pop, Soul, Rock und Reggae. Im Dezember 2013 gewann sie die Gesangs-Castingshow The Voice of Holland, im Juli 2015 siegte sie im TV-Format Beste Zangers und im April 2023 ist sie in der TV-Show Better Than Ever erfolgreich.

## Leben
Kurz nach ihrer Geburt wurde Julia von einem niederländischen Ehepaar adoptiert. Sie wuchs in Bussum, Nordholland auf. Ihre Adoptivmutter starb, als Julia acht Jahre alt war. Als Teenager spielte sie in ihrer Heimat aktiv in einer Hockey-Mannschaft. Sie bekam ihre erste Gitarre als kleines Mädchen und begann mit 13 Jahren mit dem Singen. Julia nahm Musikunterricht und sang in der Band ihres zwei Jahre älteren Bruders, der am Schlagzeug saß. Erste öffentliche Auftritte mit Gitarre und am Piano folgten. Julia van der Toorn studierte an der Hochschule für Künste in Utrecht, unterbrach aber mit dem Gewinn von The Voice of Holland im Jahr 2013 das Studium, um sich aktiv ihrer Musikkarriere zu widmen. Sie lebt in Rotterdam. Seit September 2019 studierte Julia an der Codarts University Popmusik und gehörte 2023 zum Abschlussjahrgang an der Codarts University. Am 31. März 2023 stand sie mit dem Codarts Pop Orchestra vor mehr als 1000 Zuschauern im Alten Luxor-Theater in Rotterdam bei dem Jahreskonzert des Orchesters auf der Bühne und stellt bei dem Konzert mit Fall Into Love eine neue Eigenkomposition vor.

## Karriere
| The Voice (Folge)                             | Lied                                           | Originalinterpret    |
| --------------------------------------------- | ---------------------------------------------- | -------------------- |
| 1. Folge - Blind Auditions (11. Oktober 2013) | Oops!… I Did It Again                          | Britney Spears       |
| 1. Folge - Blind Auditions (11. Oktober 2013) | Empire State of Mind                           | Alicia Keys          |
| 2. Folge - Battle (18. Oktober 2013)          | Suit & Tie                                     | Justin Timberlake    |
| 3. Folge - Liveshow (22. November 2013)       | Fallin’                                        | Alicia Keys          |
| 4. Folge - Liveshow (29. November 2013)       | Man Down                                       | Rihanna              |
| 5. Folge - Liveshow (6. Dezember 2013)        | All Of Me                                      | John Legend          |
| 6. Folge - Halbfinale (13. Dezember 2013)     | Empire State of Mind                           | Alicia Keys          |
| 6. Folge - Halbfinale (13. Dezember 2013)     | Age                                            | Lianne La Havas      |
| 7. Folge - Finale (20. Dezember 2013)         | Oops!… I Did It Again                          | Britney Spears       |
| 7. Folge - Finale (20. Dezember 2013)         | Age                                            | Lianne La Havas      |
| 7. Folge - Finale (20. Dezember 2013)         | Take Your time Girl Duett mit Niels Geusebroek | Niels Geusebroek     |
| Beste Zangers (Folge)                         | Lied                                           | Originalinterpret    |
| 1. Folge - Julia Zahra (13. Juni 2015)        | Zaterdag                                       | Bløf                 |
| 2. Folge - Jan Keizer (20. Juni 2015)         | Just an Illusion                               | BZN                  |
| 3. Folge - Anouk Maas (27. Juni 2015)         | Maniac                                         | Michael Sembello     |
| 4. Folge - Martin Buitenhuis (4. Juli 2015)   | Zij maakt het verschil’                        | De Poema's           |
| 5. Folge - Frans Duijts (11. Juli 2015)       | She’s a Lady                                   | Tom Jones            |
| 6. Folge - Do (18. Juli 2015)                 | Summer of ’69                                  | Bryan Adams          |
| 6. Folge - Do (18. Juli 2015)                 | Zij gelooft in mij Duett mit Lange Frans       | Lange Frans          |
| 7. Folge - Lange Frans (25. Juli 2015)        | Dit moet een zondag zijn                       | Lange Frans & Baas B |

Eine große Bekanntheit erreicht Julia van der Toorn im Jahr 2013 als jüngste Siegerin von The Voice of Holland sowie im Jahr 2015 als Gesamtsiegerin im TV-Format Beste Zangers. Die Sängerin trug sensible Balladen, rhythmischen Pop-Rock und R&B vor. Seit März 2015 tritt Julia van der Toorn unter dem Künstlernamen Julia Zahra auf. Zu Beginn ihrer Karriere stand sie u. a. mit den Künstlerformationen Jellyfish in Concert und Will Nuruwe & Friends live auf der Bühne.

### The Voice of Holland (2013–2014)
Am 20. Dezember 2013 gewann Julia van der Toorn die Gesangs-Castingshow The Voice of Holland mit 51,2 Prozent der Zuschauerstimmen. Sie ist bis heute die jüngste Gesamtsiegerin der Show. Ihre in den Blind Auditions vorgetragenen Lieder waren Interpretation von Oops!… I Did It Again und Empire State of Mind. Alle vier Jurymitglieder stimmten für Julia. Ihre Debütsingle und ihr Debütalbum erreichten auf Anhieb die Spitze der niederländischen Charts. Es war der Beginn ihrer musikalischen Karriere. Es folgten eine Tour mit Marco Borsato und Auftritte in den Niederlanden, Belgien und Frankreich.

### Beste Zangers (2015)
Im Jahr 2015 war sie – nun unter dem Künstlernamen Julia Zahra – in der TV-Show Beste Zangers zu sehen und als Gesamtsiegerin der Show erneut überaus erfolgreich. Mit ihrem Cover des BZN-Songs Just an Illusion landete sie erneut einen Charterfolg. In den Niederlanden schaffte sie im Juni 2015 den Direkteinstieg in die Single-Charts sowie Platz #1 der iTunes-Charts.

### Julia Zahra (2016–2018)
Nach dem Erfolg von Just an Illusion in den Niederlanden, erlangte der Song im ganzen Südpazifik große Bekanntheit und schaffte es dort ebenfalls in die Charts: In Neuseeland und Samoa ist Just an Illusion ähnlich erfolgreich wie auch in Papua-Neuguinea. Dort chartete Julia Zahra zeitweise mit elf Songs gleichzeitig in den Top 100. Auf den Fidschi-Inseln ist sie mit ihrer Interpretation von Just an Illusion über Wochen auf Platz #1 der Single-Charts.
In Norwegen erreichte die Single im Sommer 2016 kurzzeitig die Top 10 der iTunes-Charts. Ihre Version von Just an Illusion wurde auch von Radiosendern in Los Angeles und Kanada gespielt. Das Video ihres Auftritts bei Beste Zangers wurde auf YouTube bisher über 40 Millionen Mal aufgerufen (Stand: Juli 2025), auch Remixes des Titels sind dort erfolgreich. Zwei Tourneen im Südpazifik Ende 2016 und Anfang 2017, mehrere Auftritte auf den niederländischen Antillen 2018, ausverkaufte Shows auf den Seychellen 2019 sowie Auftritte Anfang März 2020 am Strand von Guam dokumentieren das wachsende internationale Profil der Künstlerin.
In den Niederlanden veröffentlicht Julia Zahra seit 2016 auch eigene Musik. So erschien im April 2016 ihre erste eigene Single Geen Held (deutsch ‚Kein Held‘) in niederländischer Sprache, im Juni 2016 folgte Ik blijf bij jou (deutsch ‚Ich bleib bei dir‘) und im August 2016 Met mijn ogen open (deutsch ‚Mit offenen Augen‘). Am 4. Oktober 2016 hatte Julia Zahra auf Einladung von Freunden in Kaiserslautern einen ersten Auftritt in Deutschland. Im Jahr 2017 veröffentlichte sie die EP Something New mit ausschließlich eigenen Songs im Rahmen eines Soloprojektes. Auch mit ihren neuen Songs ist sie über die niederländischen Landesgrenzen hinaus erfolgreich. Am 15. Januar 2018 trat Julia Zahra erstmals in der Schweiz im Kanton St. Gallen auf. Es folgte eine Solo-Club-Tour im Frühjahr 2018 in den Niederlanden. Am 6. Juni 2018 eröffnete sie im Ahoy Rotterdam die Young Impact Celebration vor großem Publikum.

### Julia Zahra & Band (2019–2021)
Am 21. November 2018 spielte Julia Zahra ihr erstes Konzert mit neuen Songs, neuem Sound und einer eigens formierten Band vor ausverkauftem Haus im legendären Paradiso (Amsterdam). Wenige Monate später, im Frühjahr 2019, folgte ihre erste Club-Tour mit Band in den Niederlanden. Alle Konzerte ihrer Remedy Tour waren ausverkauft, woraufhin die Tour im Herbst 2019 als The Remedy Tour – Part II fortgesetzt wurde. Im März 2019 erschien die Single Do You, gefolgt von Another Way im Oktober 2019. Um ihr zweites Studioalbum aufzunehmen, startete Julia Zahra ein Crowdfunding-Projekt. Der Zielbetrag wurde in kurzer Zeit erreicht und übertroffen. Die Veröffentlichung des Albums war für Sommer 2020 geplant. Aufgrund der COVID-19-Pandemie mussten die Studioaufnahmen in Haarlem, in den Studios von Huub Reijnders, aber unterbrochen werden. Stattdessen wurde im Mai 2020 die Live-EP Live Recordings from The Remedy Tour veröffentlicht. Am 19. Juni 2020 folgte zudem die Single Tired, ein Protest-Song im Kontext der Black-Lives-Matter-Bewegung. Der Song erfuhr große mediale Resonanz in den Niederlanden.
Im September 2020 unterzeichnete Julia Zahra einen Plattenvertrag bei Zip Records, einem unabhängigen Plattenlabel mit Sitz in San Francisco und Amsterdam. Das Label wurde 1997 von Arthur Herman gegründet. Die ersten Veröffentlichungen bei Zip Records sind die Singles Remedy (13. November 2020), Love Reaction (1. Januar 2021; inklusive Musikvideo) und Indiana (5. Februar 2021). Die Single Indiana erschien als direkter Vorläufer ihres Albums Remedy, das nur einen Monat später, am 5. März 2021 folgte. Mit dem Album ist Julia Zahra in den Niederlanden und in Großbritannien erfolgreich.

### Beste Zangers Live (2022)
Am 13. und 14. Mai 2022 stand Julia Zahra bei der ersten Ausgabe von Beste Zangers Live in Rotterdam Ahoy auf der Bühne. Beide Shows waren mit jeweils 16.000 Besuchern ausverkauft. Julia Zahra sang die Lieder Zaterdag von Bløf, Summer of ’69 von Bryan Adams sowie Just an Illusion im Original von BZN. Mit dem weltweiten Erfolg ist Just an Illusion zum einen der bekannteste Song der Künstlerin und zum anderen zählt Julia Zahra damit zu den erfolgreichsten Interpreten von Beste Zangers.

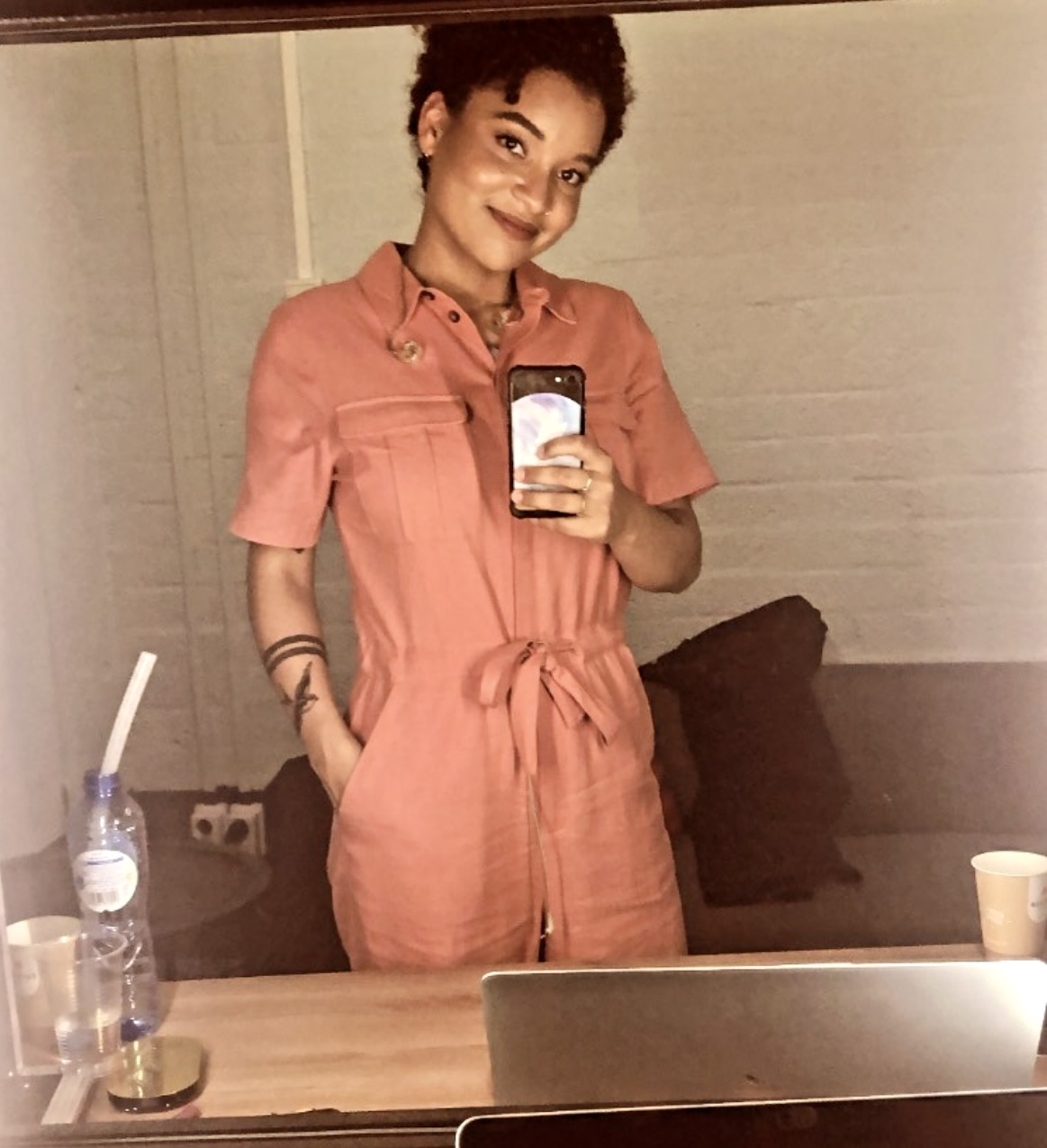
Beste Zangers Live 2022
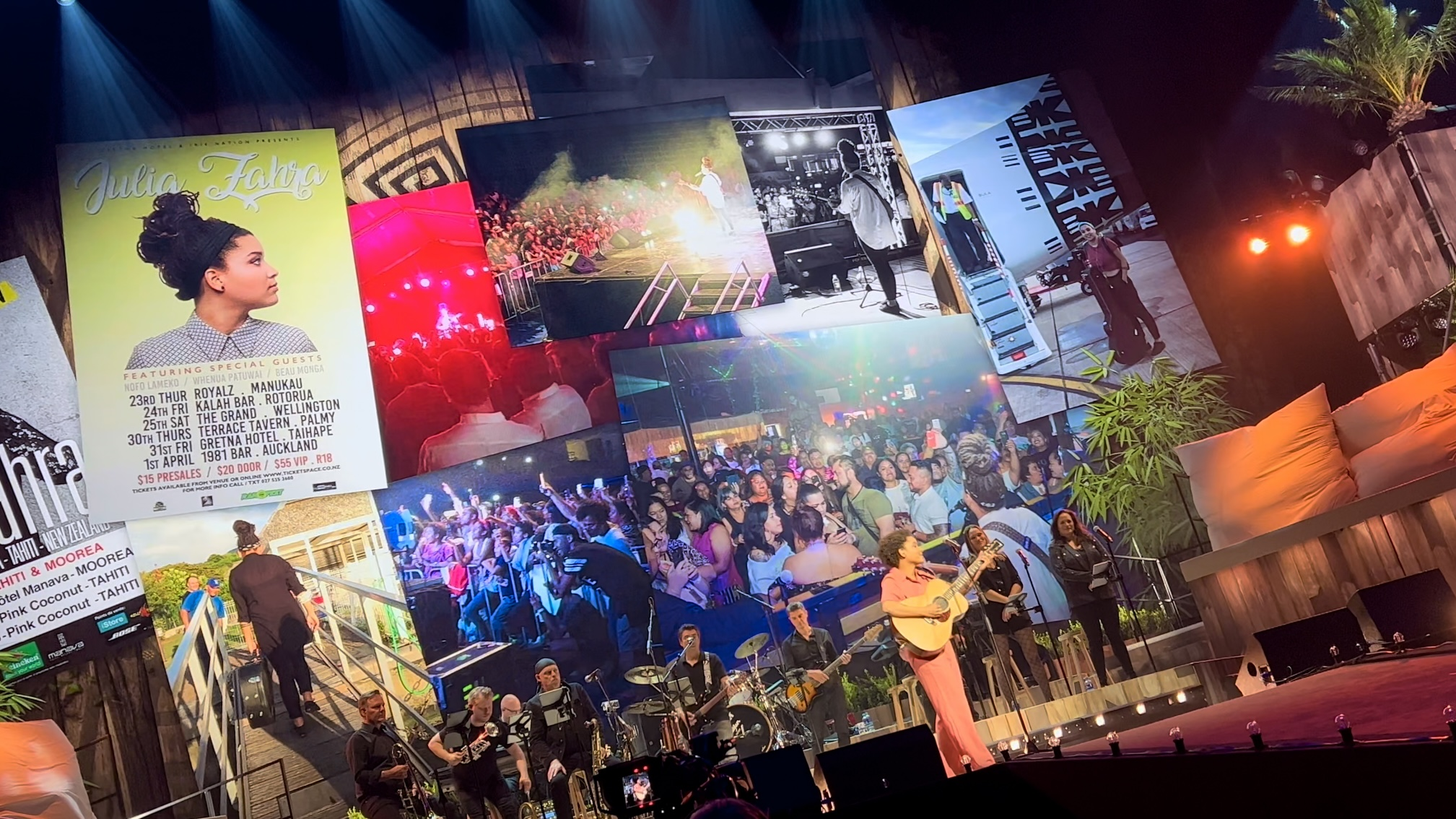
Beste Zangers Live 2022
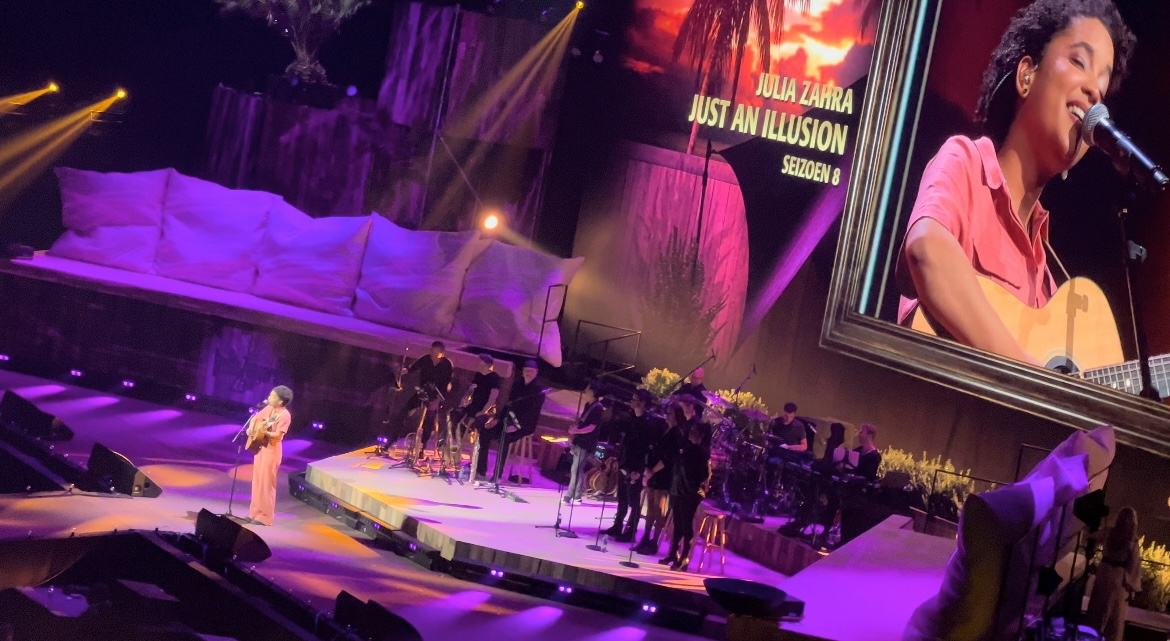
Beste Zangers Live 2022
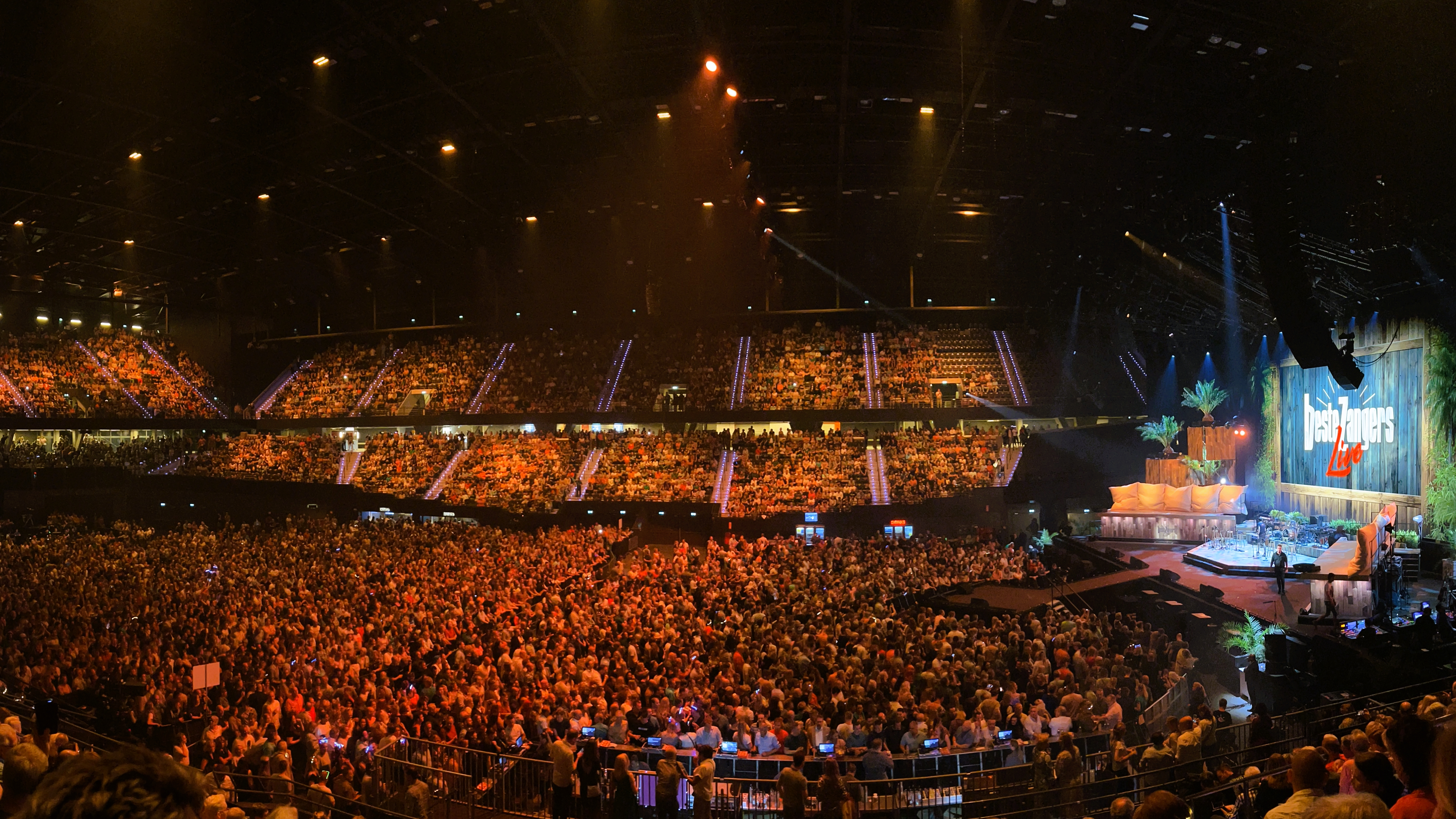
Beste Zangers Live 2022

### Better Than Ever (2023)
| Better Than Ever (Folge)       | Lied                                             | Originalinterpret           |
| ------------------------------ | ------------------------------------------------ | --------------------------- |
| 5. Folge (13. April 2023)      | No Woman, No Cry                                 | Bob Marley und Vincent Ford |
| Finalausblick (17. April 2023) | No Room For Doubt                                | Lianne La Havas             |
| Finale (20. April 2023)        | Home Again                                       | Michael Kiwanuka            |
| Finale (20. April 2023)        | Killing Me Softly With His Song Duett mit Waylon | Lori Lieberman              |

Ab 16. März 2023 war Julia Zahra im niederländischen TV Format Better Than Ever zu sehen. Martijn Krabbé und Waylon empfangen dort Künstler, die es in einer früheren Talentshow bereits weit gebracht haben. Sieben von ihnen kommen für zwei Tage pro Folge zusammen, um ihre Geschichte zu erzählen und um zu singen. Begleitet von einer Live-Band gibt jeder den Auftritt seines Lebens. Am Ende jeder Folge wählen die Kandidaten selbst, wer besser als je zuvor ist und einen Platz im Finale verdient. Das letzte verbliebene Ticket für den Finaleinzug wird von Waylon am Ende der fünften Folge in Form einer Wildcard vergeben. In Folge fünf überzeugt Julia Zahra mit einem Cover der Reggae-Ballade No Woman, No Cry von Bob Marley und Vincent Ford und gewinnt die Wildcard. Damit zog sie ins Finale von Better than Ever 2023 ein. Als Einstimmung auf das Finale war Julia Zahra am 16. April 2023 auf RTL mit einem Cover des Songs No Room For Doubt von Lianne La Havas zu sehen. Das Finale wurde am 20. April 2023 ausgestrahlt und erneut ist es Julia Zahra die herausragt. Mit dem Song Home Again von Michael Kiwanuka berührt sie mit sensiblen Akkorden. Waylon kommentiert den Auftritt überwältigt mit den Worten „Das ist soooo gut!“. Julia und Waylon sorgen wenig später mit ihrem Duett zu Killing Me Softly With His Song für den besonderen Moment im Finale.

### Julia Zahra DJ Set (2024–2025)
Derzeit arbeitet Julia Zahra an neuer Musik und begibt sich dabei auf eine Reise, ihre Wurzeln zu erkunden. Ihren neuen Songs verleiht die Künstlerin Afrobeats-Untertöne in einer tanzbaren Atmosphäre und beschäftigt sich mit Themen wie Selbstliebe und Selbstbestimmung. Mit Softness erschien am 10. Mai 2024 die erste Single, aus dem für 2025 angekündigten, neuen Album. Am 19. Juli 2024 folgte die Single Horizon von Andro Ackerman feat. Julia Zahra. Im Sommer 2024 trat Julia Zahra zudem erstmals als DJ in Erscheinung. Den Auftakt machte sie im Juli 2024 mit einem DJ Set auf dem Boogieball zum North Sea Jazz Festival, gefolgt von einer Global Grooves Session bei Operator Rotterdam im August 2024. Am 20. März 2025 erscheint mit Fall into Love eine erste Single im Jahr 2025, gefolgt von Heaven am 25. Juli 2025.  

## Band
Zu Beginn ihrer Musikkarriere stand Julia als Solokünstlerin auf der Bühne und trat mit unterschiedlichen Bandbesetzungen bei Konzerten auf. Im Jahr 2018 formierte sich eine erste feste Bandbesetzung mit der die Künstlerin zwei erfolgreiche Konzerttourneen in den Niederlanden hatte. Mit der Band arbeitete Julia Zahra im Anschluss an die Remedy Tourneen auch im Tonstudio an ihrem Album Remedy, das im März 2021 erschien. Seit Anfang 2023 steht Julia Zahra regelmäßig mit neuer Bandbesetzung auf der Bühne. Der erste Auftritt in aktueller Formation fand am 22. Februar 2023 in ihrer neuen Heimatstadt Rotterdam im Musikclub BIRD statt. In dem Club übernahm die Künstlerin im Anschluss auch die Frühjahrsresidenz, eine Konzertreihe in der Julia Zahra & Band mit weiteren Künstlern einmal wöchentlich auftreten. Durch die Live-Auftritte unter dem Namen Julia Zahra & Band tritt die Gruppe vermehrt in die Wahrnehmung der Öffentlichkeit.

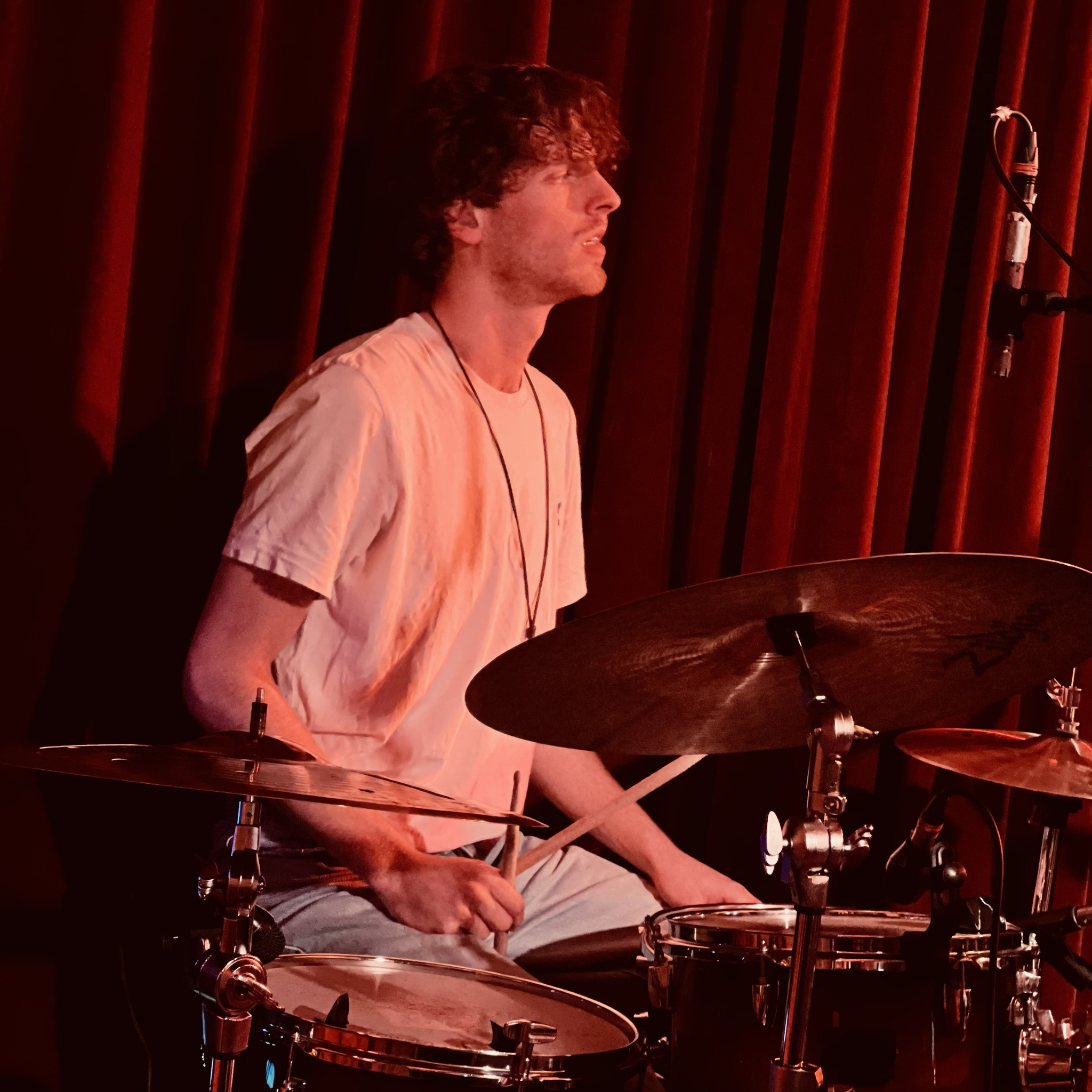
Casper van Helvoirt
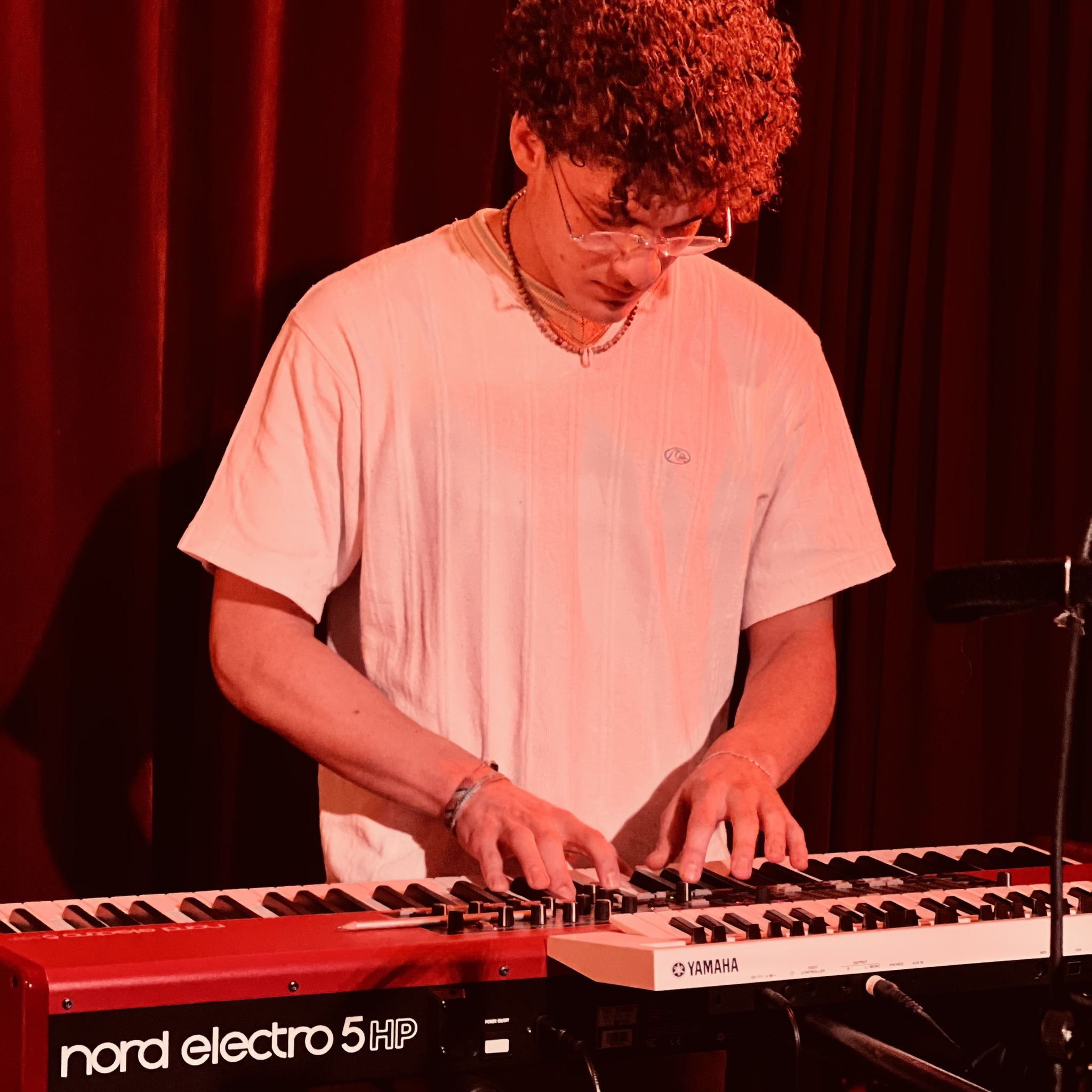
Masay Elsink
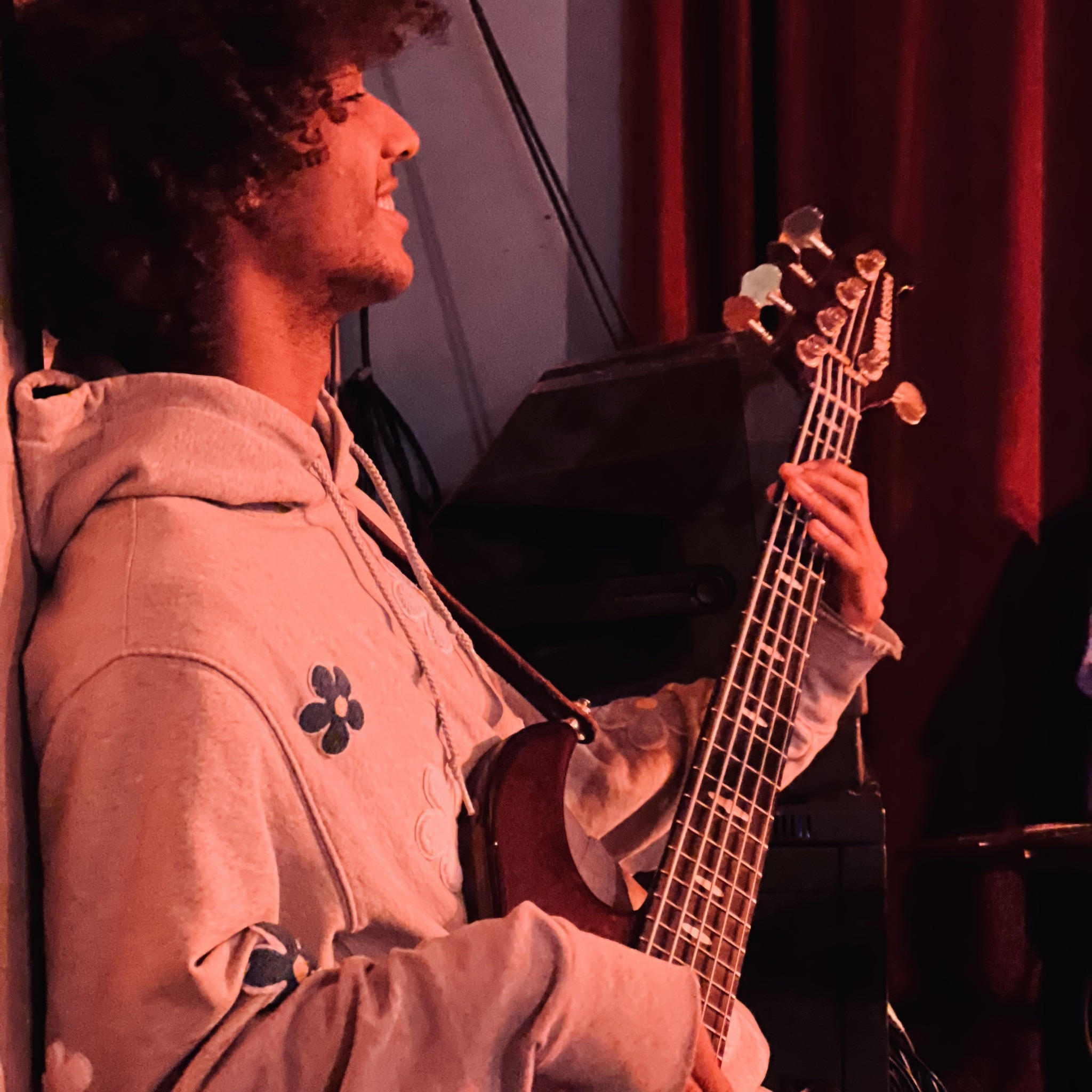
Andro Ackerman
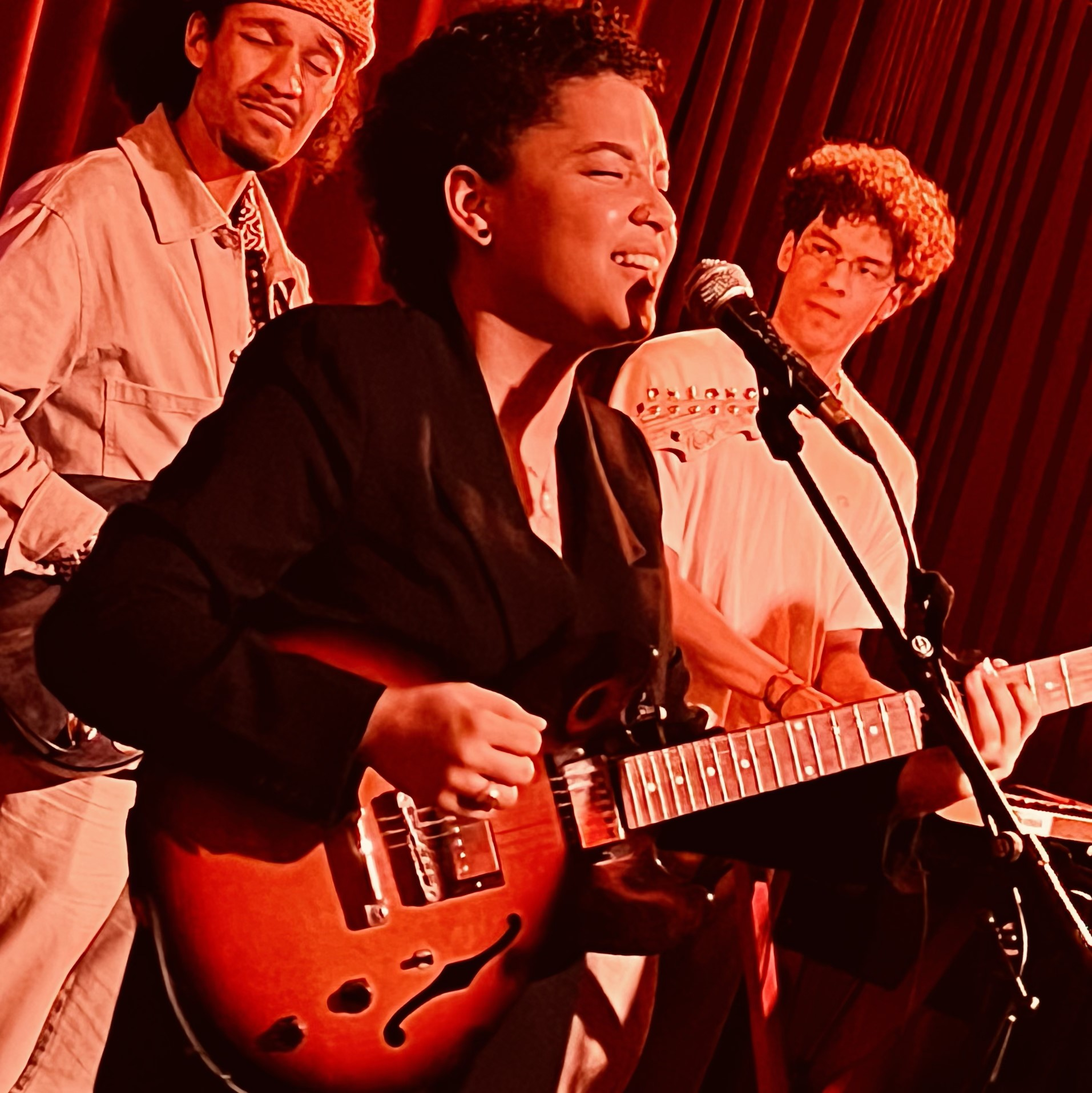
Julia Zahra
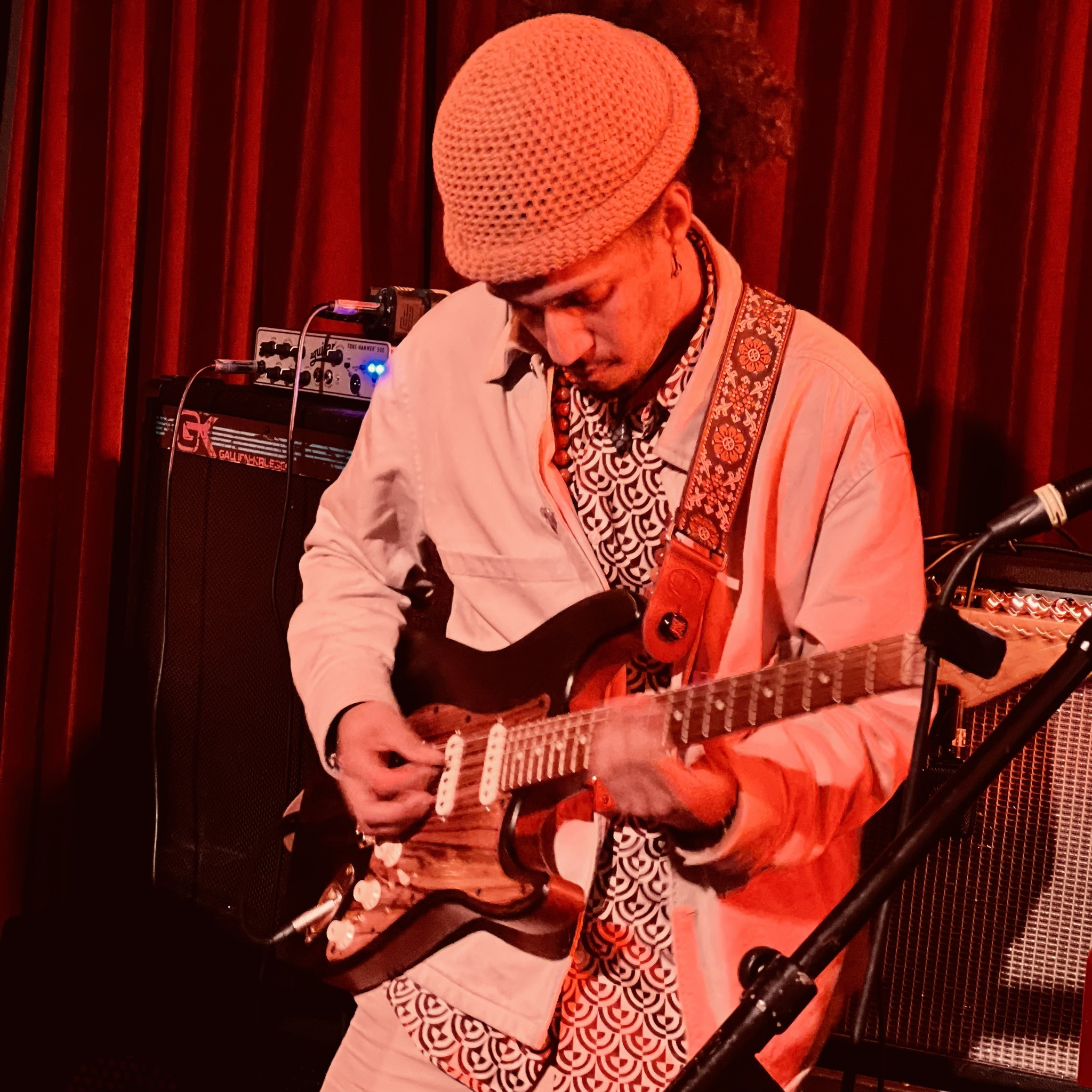
Noam Christo Walle
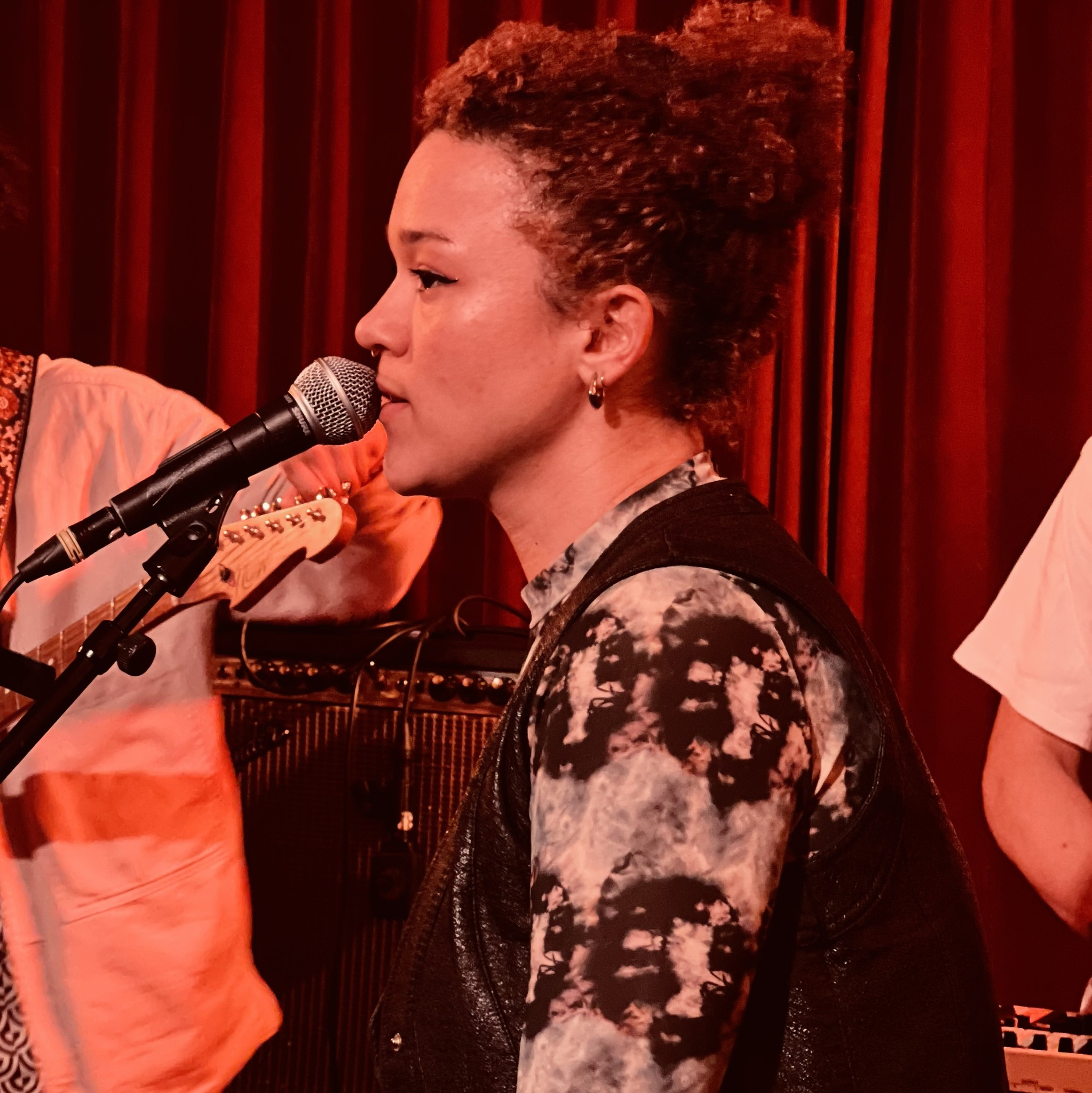
Louisa Brunhoso

## Diskografie
Studioalben

| Jahr                    | Titel Musiklabel                | Höchstplatzierung, Gesamtwochen, AuszeichnungChartsChartplatzierungen (Jahr, Titel, Musiklabel, Platzierungen, Wochen, Auszeichnungen, Anmerkungen) | Anmerkungen                           |
| Jahr                    | Titel Musiklabel                | NL | Anmerkungen                           |
| ----------------------- | ------------------------------- | --- | ------------------------------------- |
| als Julia van der Toorn |                                 | |                                       |
|                         |                                 | |                                       |
| 2014                    | Julia van der Toorn 8ball Music | NL3 (12 Wo.)NL | Erstveröffentlichung: 10. Januar 2014 |
| als Julia Zahra         |                                 | |                                       |
|                         |                                 | |                                       |
| 2021                    | Remedy Zip Records              | — | Erstveröffentlichung: 5. März 2021    |

### Singles
| Jahr | Titel Album                            | Höchstplatzierung, Gesamtwochen, AuszeichnungChartsChartplatzierungen (Jahr, Titel, Album, Platzierungen, Wochen, Auszeichnungen, Anmerkungen) | Anmerkungen                                                                          |
| Jahr | Titel Album                            | NL | Anmerkungen                                                                          |
| ---- | -------------------------------------- | --- | ------------------------------------------------------------------------------------ |
| 2013 | Oops!... I Did It Again 8ball Music BV | NL1 (14 Wo.)NL | Erstveröffentlichung: 14. September 2013 als Julia van der Toorn                     |
| 2013 | Man Down Talpa Content BV              | NL43 (2 Wo.)NL | Erstveröffentlichung: 7. Dezember 2013 als Julia van der Toorn                       |
| 2013 | All Of Me Talpa Content BV             | NL9 (4 Wo.)NL | Erstveröffentlichung: 14. Dezember 2013 als Julia van der Toorn                      |
| 2013 | Age Talpa Content BV                   | NL11 (2 Wo.)NL | Erstveröffentlichung: 21. Dezember 2013 als Julia van der Toorn                      |
| 2014 | Empire State Of Mind 8ball Music BV    | NL77 (1 Wo.)NL | Erstveröffentlichung: 18. Januar 2014 als Julia van der Toorn                        |
| 2015 | Just An Illusion Cornelis Music BV     | NL60 (2 Wo.)NL | Erstveröffentlichung: 27. Juni 2015 sowie Platz #1 der iTunes-Charts NL, FIJ und NAM |

### Beiträge zu Kompilationen
| Jahr | Titel                                     | Höchstplatzierung, Gesamtwochen, AuszeichnungChartsChartplatzierungen (Jahr, Titel, Platzierungen, Wochen, Auszeichnungen, Anmerkungen) | Anmerkungen |
| Jahr | Titel                                     | NL | Anmerkungen |
| ---- | ----------------------------------------- | --- | --- |
| 2015 | Beste Zangers - Seizoen 8 FTV / Cornelis  | NL8 (5 Wo.)NL | Erstveröffentlichung: 28. August 2015 Julia Zahra mit Just an Illusion, Zaterdag, Summer of 69 and Zij maakt het verschil |
| 2017 | Beste Zangers 10 Jaar Cornelis            | NL5 (27 Wo.)NL | Erstveröffentlichung: 6. Oktober 2017 Julia Zahra mit Just an Illusion                                                    |
| 2017 | Muziekfeest op het plein 2 Cornelis       | NL8 (19 Wo.)NL | Erstveröffentlichung: 23. Mai 2017 Julia Zahra mit Zaterdag                                                               |
| 2021 | Het allerbeste van Beste Zangers Cornelis | NL2 (46 Wo.)NL | Erstveröffentlichung: 30. April 2021 Julia Zahra mit Just an Illusion                                                     |
| 2023 | Het Beste van Beste Zangers Cornelis      | NL1 (1 Wo.)NL | Erstveröffentlichung: 31. März 2023 Julia Zahra mit Just an Illusion                                                      |